# Ryan O’Shaughnessy
Ryan O’Shaughnessy (* 27. September 1992 in Loughshinny, County Dublin; irisch Rían Ó Seachnasaigh) ist ein irischer Sänger, Songwriter und Schauspieler. Er hat Irland beim Eurovision Song Contest 2018 in Lissabon mit dem Lied Together vertreten.

## Leben
O’Shaughnessy wuchs mit zwei älteren Geschwistern in Skerries, einem kleinen Küstenort nördlich von Dublin, auf. Bevor er seine Musikkarriere startete, spielte er für neun Jahre (2001–2010) in der irischen Seifenoper Fair City mit. Sein Onkel Gary O’Shaughnessy ist ebenfalls Sänger und belegte für Irland beim Eurovision Song Contest 2001 mit Without Your Love einen 21. Platz.
2012 startete Ryan O’Shaughnessy sowohl bei Voice of Ireland als auch bei Britain’s Got Talent. Er erreichte bei beiden Castingshows die Live-Shows, aber bei Voice of Ireland schied er in der ersten Live-Show aus. Bei Britain’s Got Talent erreichte er das Finale und wurde mit seinem selbstgeschriebenen Lied No Name Fünfter. Er wurde von RCA Records unter Vertrag genommen und veröffentlichte im August des Jahres 2012 seine nach sich selbst benannte EP, die Platz eins in Irland erreichen konnte.
Ein Jahr später nahm er bei der irischen Songwriting-Castingshow The Hit teil und erreichte das Finale – er konnte sich aber nicht gegen die vier Konkurrenten durchsetzen.
O’Shaughnessy wurde in einer internen Auswahl bei der Rundfunkgesellschaft RTÉ als Teilnehmer Irlands für den Eurovision Song Contest festgelegt. Der Wettbewerb wurde zwischen dem 8. und 12. Mai 2018 in der Altice Arena in Lissabon ausgetragen. Er nahm mit seinem Beitrag Together erfolgreich am ersten Halbfinale des Wettbewerbs teil und belegte schließlich Platz 16 im Finale.

## Diskografie (Auswahl)

### Alben
- 2016: Back to Square One

### EPs
- 2012: Ryan O’Shaughnessy (RCA Records)

### Singles
- 2012: No Name (2012)
- 2013: Who Do You Love? (2013)
- 2015: Fingertips (2015)
- 2015: Evergreen (2015)
- 2016: She Won’t Wait (2016)
- 2017: Got This Feeling (2017)
- 2018: Together (2018)
- 2018: Civil War (2018)